# Ініго Джонс
Ініго Джонс (англ. Inigo Jones; 15 липня 1573, Лондон — 21 червня 1652, Лондон) — англійський королівський архітектор. Працював і як театральний художник.

## Біографія
З 1596 по 1614 рік здійснював подорожі до Франції та Італії для вивчення архітектури. Під час першої подорожі до Італії І.Джонс, виконуючи експертизу італійських будівель, доставив до Англії матеріали найновіших проектів. Під час другої подорожі до Італії (1613—1614) отримав детальні знання з теорії й граматики класичної архітектури. Також привіз різні придбані архітектурні фоліанти. Серед них були також «Чотири книги про архітектуру» Палладіо, які вплинули на його архітектурний стиль.

## Праці
Джонс спроектував Вайтхолл (королівський палац у Лондоні) (1619—1622), як великий триповерховий прямокутник (350х226 м), розділений на три частини. В центрі був парадний двір, а в бокових частинах — три менші двори. Йому також належать проект палацу королеви в Гринвічі (1616—1635), інтер'єри палацу Вілтон-хаус (Вілтшир, бл. 1649—1652), перша англійська церква у класичному стилі, перший регулярний майдан Конвент-Гарден. Автор перебудови головного нефа й фасаду собору Святого Павла у Лондоні.
Будівлі І. Джонса були першими у Північній Європі виконаними у стилі палладіанства і дуже відрізнялися від переобтяжених деталями барокових споруд. Проте їх вплив на тодішню Англію був незначним, тому що Джонс проектував в основному для придворних. А незвичний стиль було важко сприйняти провінційним майстрам-будівничим.
Ініго Джонс першим дослідив комплекс Стоунхендж.

## Галерея

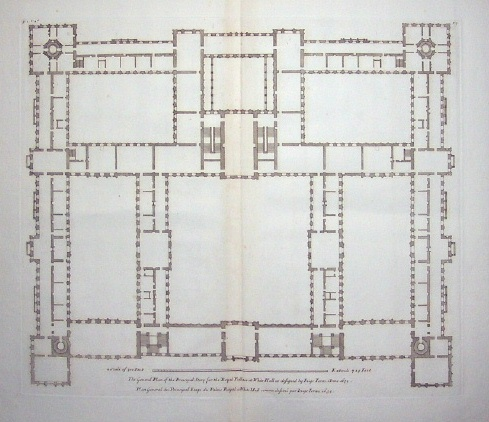
Загальний план Вайтхоллу.
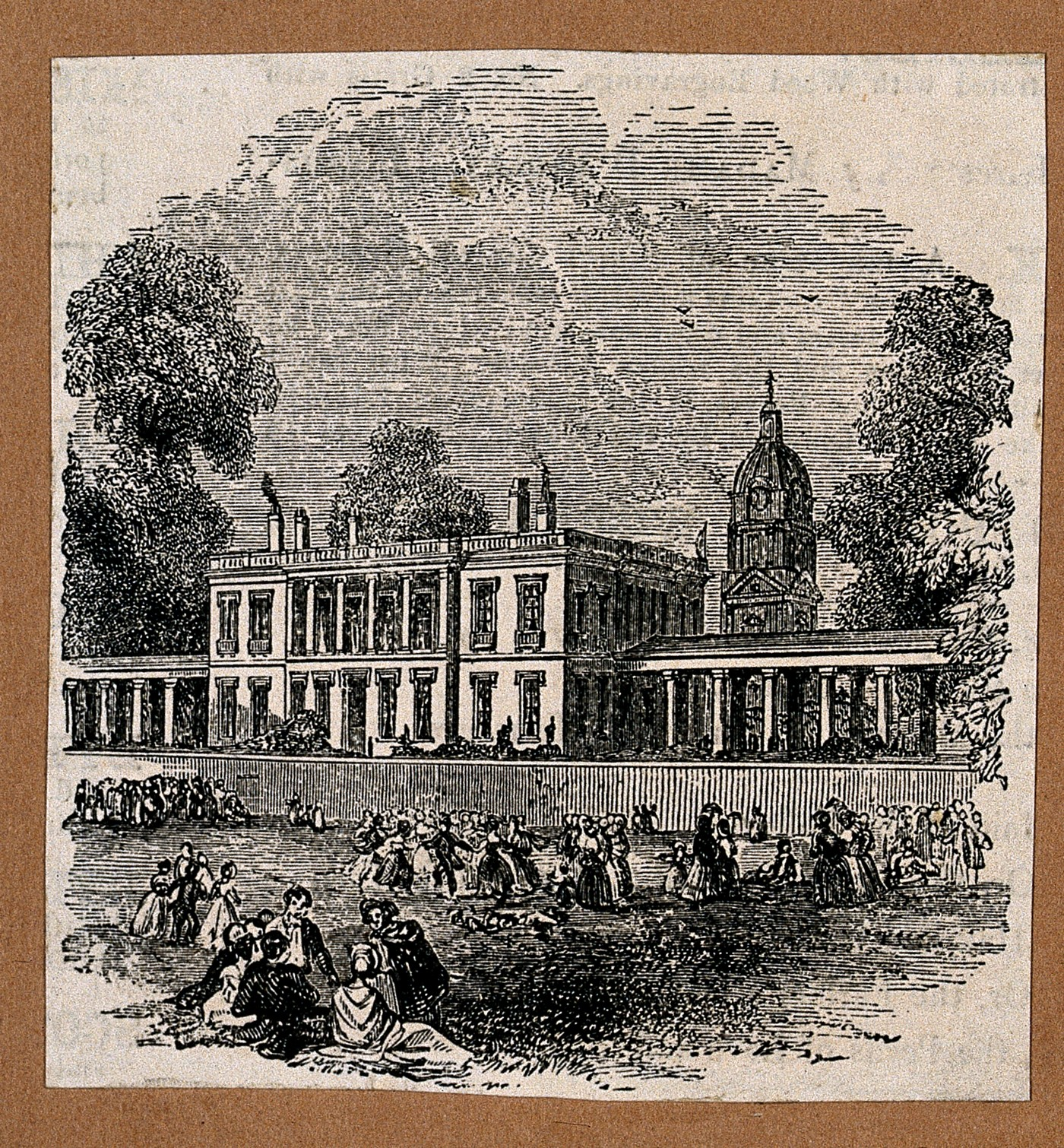
Палац у Гринвічі